# Internet Speech Audio Codec

internet Speech Audio Codec (iSAC) это широкополосный речевой аудиокодек, разработанный Global IP Solutions (GIPS) (поглощенной Google Inc в 2011). Подходит для приложений VoIP и  потокового мультимедиа. Закодированные блоки должны быть инкапсулированы в подходящий протокол для передачи, например RTP.
Это один из кодеков, используемых AIM Triton, Gizmo5, QQ, и Google Talk. Ранее был проприетарным кодеком и лицензировался Global IP Solutions. На июнь 2011 является частью проекта с открытым исходным кодом WebRTC, и включает лицензию без оплаты отчислений для использования iSAC в кодовой базе WebRTC.

## Параметры и возможности
- Частота дискретизации 16 kHz[1] (или 32 kHz в WebRTC)[6][7]
- Адаптивный и переменный битрейт (10 kbit/s до 32 kbit/s) (или 10 kbit/s до 52 kbit/s в WebRTC)[6][7]
- Адаптивный размер фрейма от 30 до 60 ms
- Сложность сравнима с G.722.2 на тех же битрейтах
- Алгоритмическая задержка на размер фрейма 3 ms

## Внешние ссылки
- WebRTC codecs - SVN - source code for iSAC and other codecs